# Unión Europea de Taekwondo
La Unión Europea de Taekwondo (en inglés, European Taekwondo Union, o ETU) es la institución que se dedica a regular las normas del taekwondo en Europa, así como de celebrar periódicamente competiciones y eventos en cada una de sus disciplinas. Es una de las cinco organizaciones continentales que componen el Taekwondo Mundial (WT). 
Tiene su sede en la localidad de Oldenzaal (Países Bajos). Cuenta en 2016 con la afiliación de 50 federaciones nacionales europeas.

## Historia
Fue fundada el 2 de mayo de 1976 por doce federaciones nacionales de taekwondo: Austria, Bélgica, Dinamarca, España, Francia, Grecia, Inglaterra, Italia, los Países Bajos, Portugal, la R.F.A. y Turquía.
En 1976 se celebró el primer Campeonato Europeo de Taekwondo en Barcelona.

## Eventos
La ETU organiza anualmente muchas competiciones internacionales en cada una de sus disciplinas, entre las más importantes están las siguientes:
- Campeonato Europeo de Taekwondo
- Copa Europea de Taekwondo

## Organización
La estructura jerárquica de la federación está conformada por el presidente y los Vicepresidentes, el Congreso (efectuado cada dos años), el Comité Ejecutivo, el Consejo y los Comités Técnicos.

### Presidentes
| N.º | Periodo     | Nombre                      | País                |
| --- | ----------- | --------------------------- | ------------------- |
| 1   | 1976 – 1978 | Antonio García de la Fuente | España              |
| 2   | 1978 – 1988 | Heinz Marx                  | Alemania Occidental |
| 3   | 1988 – 1991 | Michael Cloesen             | Bélgica             |
| 4   | 1991 – 1999 | Manuel Marco Saila          | España              |
| 5   | 1999 –      | Athanasios Pragalos         | Grecia              |

### Federaciones nacionales
En 2021 la ETU cuenta con la afiliación de 50 federaciones nacionales.
| N.º | País                 | Federación                                                 | Página web |
| --- | -------------------- | ---------------------------------------------------------- | ---------- |
| 1   | Albania              | Federación Albanesa de Taekwondo                           |            |
| 2   | Alemania             | Deutsche Taekwondo Union                                   |            |
| 3   | Andorra              | Federació Andorrana de Taekwondo                           |            |
| 4   | Armenia              | Federación Armenia de Taekwondo                            |            |
| 5   | Austria              | Österreichischer Taekwondo Verband                         |            |
| 6   | Azerbaiyán           | Federación Azerbaiyana de Taekwondo                        |            |
| 7   | Bélgica              | Federación Belga de Taekwondo                              | ,          |
| 8   | Bielorrusia          | Federación Bielorrusa de Taekwondo                         |            |
| 9   | Bosnia y Herzegovina | Federación de Taekwondo de Bosnia y Herzegovina            |            |
| 10  | Bulgaria             | Federación Búlgara de Taekwondo                            |            |
| 11  | Chipre               | Federación Chipriota de Judo y Taekwondo                   |            |
| 12  | Croacia              | Hrvatski taekwondo savez                                   |            |
| 13  | Dinamarca            | Dansk Taekwondo Forbund                                    |            |
| 14  | Eslovaquia           | Slovenská asociácia taekwondo                              |            |
| 15  | Eslovenia            | Taekwon-do zveza Slovenije                                 |            |
| 16  | España               | Federación Española de Taekwondo                           |            |
| 17  | Estonia              | Eesti Taekwondo Liit                                       |            |
| 18  | Finlandia            | Suomen Taekwondoliitto                                     |            |
| 19  | Francia              | Fédération Française de Taekwondo et Disciplines Associées |            |
| 20  | Georgia              | Federación de Taekwondo de Georgiana                       |            |
| 21  | Grecia               | Federación Helénica de Taekwondo                           |            |
| 22  | Hungría              | Magyar Taekwondo Szövetség                                 |            |
| 23  | Irlanda              | Irish Taekwondo Union                                      |            |
| 24  | Isla de Man          | Asociación de Taekwondo de Isla de Man*                    |            |
| 25  | Islandia             | Taekwondosamband Íslands                                   |            |
| 26  | Israel               | Federación de Taekwondo de Israel                          |            |
| 27  | Italia               | Federazione Italiana Taekwondo                             |            |
| 28  | Letonia              | Latvijas taekvondo federācija                              |            |
| 29  | Lituania             | Lietuvos taekwondo federacija                              |            |
| 30  | Luxemburgo           | Fédération Luxembourgeoise des Arts Martiaux               |            |
| 31  | Macedonia del Norte  | Federación de Taekwondo de Macedonia                       |            |
| 32  | Malta                | Federación de Taekwondo de Malta                           |            |
| 33  | Moldavia             | Federación Moldava de Taekwondo                            |            |
| 34  | Mónaco               | Fédération Monégasque de Taekwondo                         |            |
| 35  | Montenegro           | Asociación de Taekwondo de Montenegro                      |            |
| 36  | Noruega              | Norges Taekwon-Do Forbund                                  |            |
| 37  | Países Bajos         | Taekwondo Bond Nederland                                   |            |
| 38  | Polonia              | Polski Związek Taekwondo Olimpijskiego                     |            |
| 39  | Portugal             | Federação Portuguesa de Taekwondo                          |            |
| 40  | República Checa      | Český svaz taekwondo                                       |            |
| 41  | Reino Unido          | British Taekwondo Control Board                            |            |
| 42  | Rumania              | Federaţia Română de Taekwondo                              |            |
| 43  | Rusia                | Unión Rusa de Taekwondo                                    |            |
| 44  | San Marino           | Federazione Sammarinese Arti Marziali                      |            |
| 45  | Serbia               | Tekvondo Asocijacija Srbije                                |            |
| 46  | Suecia               | Svenska Taekwondoförbundet                                 |            |
| 47  | Suiza                | Asociación Suiza de Taekwondo                              |            |
| 48  | Turquía              | Türkiye Taekwondo Federasyonu                              |            |
| 49  | Ucrania              | Federación Ucraniana de Taekwondo                          |            |
| 50  | Ciudad del Vaticano  | Vatican Taekwondo                                          |            |

(*) – Miembro asociado.